# 吉祥航空1112號班機拒絕避讓事件
吉祥航空1112號班機拒絕避讓事件（俗稱「拒讓門」或「油量門」）是发生在2011年8月13日的一起拒絕為發出「Mayday」求救訊號的飛機讓道的事件。

## 事件經過
根據中國民航總局的調查報告，2011年8月13日，上海浦東國際機場由於被雷雨覆蓋，因此上海入場管制區裏整整20架飛機盤旋待命。卡塔爾航空由多哈飛往浦東的QR888航班報告燃料緊張，要求轉飛上海虹橋國際機場，並同時申請優先降落。控制中心馬上啟動了優先降落程序，以便QR888優先降落。QR888航班接著報告：「飛機只剩下五分鐘續航能力。」於是控制中心馬上要求空域裡的所有其他航班避讓。已經瞄準了跑道的中國南方航空CZ3525航班聽從指揮、馬上避讓，但還在瞄準跑道的吉祥航空HO1112航班隨即表示自己也燃料不足、拒絕避讓。
QR888航班發出了「Mayday」求救訊號，表示燃料嚴重不足，要求馬上降落。控制中心啟動緊急狀態優先降落程序，再次要求HO1112航班避讓，但是HO1112航班的韩国飛行員表示自己只剩下四分鐘續航能力並依然拒絕避讓。在這次事件裏，控制中心在七分鐘之內六次要求HO1112航班避讓，但是HO1112航班無論如何都不肯。控制中心不得不指令QR888航班急轉360度，以拉開自身和HO1112航班之間的距離。最後兩架飛機先後安全着陸，無人傷亡。

## 事後調查
中國民航總局在8月29日發佈調查報告。報告表示：後來的調查顯示，吉祥航空HO1112航班（空中客車A320）著陸之後，還剩下5,200公斤燃料，等於42分鐘續航能力，之前飛行員報稱「剩下4分鐘續航能力」完全是謊報；QR888航班（波音777）着陸之後剩下2,900公斤燃料，等於18分鐘續航能力。民航總局判定卡塔爾航空的飛行員並未故意違反任何規則，但「在預測燃油可用時間上存在不足」，並將就此致函卡塔爾民航管理局。

## 處理
8月30日，中國民航華東管理局作出處理決定：

一、暂停受理吉祥航空公司扩大经营范围、设立分公司、购租飞机等事项的申请，同时削减其航班运行总量10%的运力，削减时间为3个月。

二、暂停吉祥航空公司招录外籍飞行人员资格，并将对其招录外籍飞行员资质进行重新评估。

三、要求吉祥航空公司在调查结果公布之日起30天内对全体外籍飞行员进行不少于40小时的地面理论课程训练，训练重点是中国民航的有关飞行规则、运行规章、公司的《运行手册》和驾驶舱资源管理等内容，我局将对训练过程和结果进行监察评估。

四、鉴于吉祥航HO1112航班机组已违反《一般运行和飞行规则》（CCAR-91-R2）的相关规定，局方将依法吊销吉祥航空公司当事韩籍机长中国民航航线运输驾驶员执照，不再受理其新的申请，不允许其再以机组成员身份在中国境内运行，并将处理结果通报韩国民航当局；暂扣副驾驶6个月驾驶员执照。

## 註解及參考

### 註解
1. ↑  意為飛機再飛五分鐘就只剩下最後30分鐘的緊急油量，不能改飛備降機場，只能就近著陸。